# SV Röchling Völklingen 06
Maillots
Le SV Röchling Völklingen 06 est un club allemand de football localisé à Völklingen dans la Sarre.

## Histoire
Le club fut fondé le 24 mars 1919 sous l’appellation VfB Völklingen. En août 1919, la dénomination fut changée en SV Völklingen 06. Cela en rappel d’un club précédent, créé le 26 avril 1906, sous le nom de FC Völklingen, rebaptisé SV Völkllingen 06 en 1912 mais dissous en 1916.
Le club resta dans l’anonymat des séries inférieures jusqu’en 1945. Cette année-là, le fut dissous par les Alliés, comme tous les clubs et associations allemands (voir article: Directive n°23). 
Rapidement reconstitué sous l’appellation Spiel-und Sportgemeinde Völklingen, le cercle fut un des fondateurs de l’Oberliga Sud-Ouest, Groupe Nord. Mais après une saison, il dut la quitter comme tous les autres clubs de la Sarre. 
Cette région eut un statut particulier et se retrouva quasiment indépendante. Une Saarlandliga fut même créée. La Sarre redevint un territoire allemand à part entière, le 1er janvier 1957.
En 1951, le club reprit son ancienne appellation SV Völklingen 06. En 1963, le club gagna le droit de monter en Regionalliga Sud-Ouest, une ligue équivalent à la D2 créée à partir de la saison suivante à la suite de la fondation de la Bundesliga.
Le 9 mai 1966, le club ajouta la mention « Röchling » à son nom et devint le SV Röchling Völklingen 06. La famille Röchling, fut une dynastie d’industriels de l’acier et le principal pourvoyeur d’emploi de la ville de Völklingen.
Le SV Röchling Völklingen 06 joua au 2e niveau allemand jusqu’en 1978. Lors des saisons 1971-1972 et 1972-1973, le cercle se qualifia pour le tour final qui, à cette époque, désignait les deux promus vers l’élite nationale. Le SV 06 ne parvint pas à décrocher sa place en Bundesliga. À la fin de la saison 1973-1974, le club termina 4e de la Regionalliga Sud-Ouest. Il fut retenu pour être un des fondateurs de la 2. Bundesliga.
Restant donc au 2e étage de la pyramide allemande, le SV Röchling Völklingen 06 se classa 13e, puis 6e (sur 20 équipes) en 2. Bundesliga, Groupe Sud.
Mais à la fin de la saison 1976-1977, le club qui s’était sauvé sportivement, ne reçut plus sa licence et fut rétrogradé vers le Niveau 3. À cette époque, seules les régions Nord et Berlin ont établi une Oberliga à cet étage. Völklingen 06 retourna donc en Verbansdliga Sud-Ouest.
En 1978-1979, la région Sud-Ouest recréa l’Oberliga Sud-Ouest (niveau 3). Le SV Röchling Völklingen 06 en fit partie et remporta le titre. Le cercle rejoua donc une saison en 2. Bundesliga, Groupe Sud, mais termina avant-dernier sur 21 et redescendit. Il se maintint une année au Niveau 3, puis fut ensuite relégué vers les Amateurliga, à la fin de la saison 1981-1982. 
Le SV Röchling Völklingen 06 rejoua encore au 3e niveau, en 1983-1984, mais en fut aussi vit relégué. Il recula ensuite dans les séries inférieures régionales.

## Palmarès
- Vice-champion de la Regionalliga Sud-Ouest: 1972, 1973.
- Champion de l’Oberliga Sud Ouest: 1979.
- Champion de la Verbandsliga Saar: 1983, 2002[1].
- Champion de la Landesliga Sud-Ouest: 1998.
- Quart de finaliste de la DFB-Pokal:1976 (éliminé par le Hertha BSC Berlin).